# スミカスミレ
『スミカスミレ』は、高梨みつばによる日本の漫画作品である。『Cocohana』（集英社）にて2013年10月号から2018年3月号まで連載された。
2016年にテレビ朝日系で桐谷美玲の主演でテレビドラマ化された。

## あらすじ
如月澄は、厳格な父親に逆らえず、子供の頃から家の手伝いをし、祖母の介護と家事のために高校を中退、やがて父、母の介護をし続け、恋を知らないまま60歳になった。母が亡くなってようやく自分のための時間が出来たと言われても、何をしたいのか分からなかった。母の写真を探していた澄は、幼い自分が怖がり母がしまったままになっていたカキツバタと黒猫が描かれた古びた屏風を見つける。縁（ふち）で指を切ってしまい、絵に血が飛んでしまうが、なぜか蒸発してしまう。見間違いだったのだろうかと訝る澄だったが、その夜、屏風から現れた黒猫は、黎（れい）と名乗り、男の形（なり）に姿を変え、封印を解いた主である澄の願い事を叶えるという。
黎から生気を分け与えられ、60歳から17歳の女子高生へと若返った澄は、如月すみれと名乗り、地元の高校へ転入する。黎の助けを借りながら青春を謳歌するすみれは、クラスメイトの真白勇征と付き合うことになり、初めての男女交際に心を躍らせる。ある日、勇征の自宅で犬の出産に立ち会ったすみれが感動のあまり発した言葉で、真白家の蔵にあった屏風から妖艶な女性・雪白がはい出てくる。その屏風は、黎の屏風と対になっていた、黎の婚約者が封印されていたものだった。
雪白は、許嫁である自分よりすみれを優先する黎に苛立ちを覚えながらも、黎にならってこの世界で生きていくため、真白家の家政婦となる。時は流れ、すみれは3年に進級。大学進学を決めたすみれは、勇征と共に受験勉強に励む。勇征が志望大学に合格を決めて間もなく、連絡が途絶え心配したすみれが自宅に電話をすると、勇征が入院したと知らされる。しばらくして出た検査結果は、勇征が非常に珍しい心臓病にかかっているという知らせだった。このままでは勇征の命が危ういと知ったすみれは、黎が自分のために分け与えた生気を勇征にあげてほしいと頼み込む。雪白は、生気を勇征に与えれば、すみれは元の60歳の姿に戻るがそれでも良いかと念を押す。

## 登場人物
如月 澄（きさらぎ すみ） / 如月 すみれ（きさらぎ すみれ）
花卉園芸農家に生まれ、厳格な父親の方針で、子供の頃から友達との遊びより家の手伝いを優先し、事故に遭った祖母の介護と家事のため、高校を中退。祖母、父、母の介護をし続け、恋愛を知らないまま60歳になった。赤面症。愛猫の名は「じゅり」。
母の葬儀を終え、昔のアルバムを探していたところ、黒猫の屏風の縁で指を切ってしまい、屏風に血が飛び、黎（れい）と名乗る猫が現れ、「青春をやり直したい」という澄の願いを叶える。澄の遠縁の如月すみれという女子高生として、高校に通い始める。
黎（れい）
カキツバタの屏風に封印されていた化け猫。封印を解く鍵は、処女の生き血と願い事で、願い事が成就した時に完全に屏風の呪縛が解ける。主であるすみれを様付けで呼ぶが態度は大きく、早々に願いが成就するように、すみれの恋の相手を真白と見当を付け、親しくなるきっかけを作るなど手助けをする。
対になる屏風に婚約者が封印されており、主の願い事が成就した時、もしくは主がある言葉を口にした時に封印が解ける。
真白 勇征（ましろ ゆうせい）
すみれのクラスメイト。背筋を伸ばして真剣に授業を聞くすみれの姿に惚れる。
母の葬儀を終え、バスで骨壷を抱えた澄に席を譲ってくれた好青年。兄がいる。市議会議員を務める父親とは確執がある模様。豪邸に住んでいる。
由ノ郷 千明（よしのごう ちあき）
すみれのクラスメイト。美人。亜梨紗にいじめらしき行為を注意し、逆に仲間外れにされるようになり、不登校になっていたが、すみれの話を聞いて登校を再開、下の名前で呼び合う仲になる。
幸坂 亜梨紗（こうさか ありさ）
すみれのクラスメイト。高飛車な性格。真白のことが好き。
福屋（ふくや）
すみれの隣の席のクラスメイト。
小倉（おぐら）
如月家の隣人。澄の飼い猫が糞をしたなどと言いがかりをつけたり、すみれを訝しんだが、黎の術により好意的になる。
雪白（ゆきしろ）
真白家所有の屏風に封印されていた、黎の許嫁。勇征から黎の匂いを感じ取り、封印を解く言葉を言わせるような状況に仕向けた。経緯に無理があったためか、黎の人化の術にその影響が出てしまった。
澄の父親
花卉農家。厳格な性格で一人娘の澄に家業の手伝いをさせ、祖母が介護が必要な体になった時には澄に高校を中退して祖母の介護や家業の手伝いをしろと命じる。「女に学問はいらない」「子供は親のために働くものだ」という考えの持ち主。
澄の母親
娘思いの優しい母親で、幼少期の澄が屏風の絵を怖がった事から屏風を仕舞ったほか、澄の高校生活を応援していた。澄が父親によって高校を中退させられそうになった時には、「澄を高校に通わせてあげて欲しい」と懇願するが、話を聞き入れてもらえなかった。娘の澄に幼少期から苦労をかけてしまっている事に申し訳なさを感じていた。澄が60歳の時に他界。
澄の祖母
澄が高校生の頃に事故に遭い、介護が必要な状態になってしまった。

## 書誌情報
- 高梨みつば 『スミカスミレ』 集英社〈マーガレットコミックス〉、全11巻[2]
  1. 2014年1月24日発売、ISBN 978-4-08-845164-0
  2. 2014年7月25日発売、ISBN 978-4-08-845246-3
  3. 2015年1月23日発売、ISBN 978-4-08-845339-2
  4. 2015年5月25日発売、ISBN 978-4-08-845394-1
  5. 2015年11月25日発売、ISBN 978-4-08-845468-9
  6. 2016年2月25日発売、ISBN 978-4-08-845529-7
  7. 2016年8月25日発売、ISBN 978-4-08-845627-0
  8. 2017年1月25日発売、ISBN 978-4-08-845709-3
  9. 2017年8月25日発売、ISBN 978-4-08-845815-1
  10. 2018年1月25日発売、ISBN 978-4-08-845885-4
  11. 2018年6月25日発売、ISBN 978-4-08-844059-0

ノベライズ
- 香月せりか（著）・高梨みつば（原作・カバーイラスト） 『小説 スミカスミレ』集英社〈集英社オレンジ文庫〉全1巻
  - 2016年1月20日発売、ISBN 978-4-08-680061-7

## テレビドラマ
『スミカスミレ 45歳若返った女』（スミカスミレ 45さいわかがえったおんな）のタイトルで、2016年2月5日から3月25日まで毎週金曜日23時15分 - 翌0時15分に、テレビ朝日系の「金曜ナイトドラマ」で放送された。桐谷美玲の主演。

### キャスト

#### 主要人物
出典：
如月すみれ〈20〉
演 - 桐谷美玲
澄が20歳になった姿・椿丘大学黒崎ゼミ所属。
如月澄〈65〉
演 - 松坂慶子 （幼少期：信太真妃）

黎
演 - 及川光博
化け猫。澄を20歳の姿に若返らせる。
真白勇征
演 - 町田啓太
2年生。
天野早雲
演 - 小日向文世
住職。

#### 椿丘大学 黒崎ゼミ
出典：
幸坂亜梨紗
演 - 水沢エレナ
2年生。
辻井健人
演 - 竹内涼真
2年生。
由ノ郷千明
演 - 秋元才加

加藤菜々美
演 - 小池里奈
亜梨紗の友達。
黒崎明雄
演 - 小須田康人
教授。
大浦玲那（亜梨紗の友達）
演 - 谷川りさこ
亜梨紗の友達。
西原美緒
演 - 小槙まこ
1年生。

#### 天楽寺
天野慶和
演 - 高杉真宙
早雲の息子。

#### その他
出典：
雪白
演 - 小西真奈美
化け猫。黎の許婚。
叶野りょう
演 - 梶谷桃子
慶和の彼女。
小倉富子
演 - 高橋ひとみ
如月家の隣人。
吉田芳江
演 ‐ 立石涼子
澄の高校までの幼馴染。
勝田仁
演 ‐ やべけんじ
河野有紀子
演 - 西原亜希
会社の先輩。
栗原知果。
演 - 山田杏奈
生徒。
西園寺麗華
演 - まつながひろこ
真白の見合い相手。
宮城マリナ
演 - 伊藤かずえ
大女優。
- じゅり、クリス、クロス、生津徹、辻しのぶ、桜井聖、嘉悦恵都、真中乃亜、筒井絵理奈、秋山勇次、池田優菜、浦野知也、岡竜也、佐々木史帆、永田隼人、長谷川拓巳、村上陽平、馬場良馬、武田航平

### スタッフ
- 原作 - 高梨みつば
- 脚本 - 古家和尚、嶋田うれ葉
- 音楽 - 池頼広
- 主題歌 - 秦基博「スミレ」（Ariola Japan / Augusta Records）[11]
- ナレーション - 山崎岳彦
- 屏風画 - 山﨑有美
- スタントコーディネート - 大道寺俊典
- 宣伝 - 尾木愛実
- 編成 - 飯田爽、石田奈穂子
- スケジュール - 川村直紀
- 演出補 - 藤田智弘
- 予告PR - 宮岡太郎
- プロデューサー補 - 神田エミイ亜希子、佐々木裕美子
- ゼネラルプロデューサー - 横地郁英（テレビ朝日）
- プロデューサー - 大江達樹（テレビ朝日）、神通勉（MMJ）
- 演出 - 今井和久、小松隆志、宮岡太郎（MMJ）
- 制作 - テレビ朝日、MMJ

### 放送日程
| 各話                                                                        | 放送日  | サブタイトル                                               | 脚本                | 演出     | 視聴率 |
| --------------------------------------------------------------------------- | ------- | ---------------------------------------------------------- | ------------------- | -------- | ------ |
| 第1話                                                                       | 2月05日 | イケメン20歳と禁断の初恋!? お姫様だっこ                    | 古家和尚            | 今井和久 | 7.8%   |
| 第2話                                                                       | 2月12日 | 45歳若返ったはずが65歳に逆戻り!! 年下の彼と二人きりの夜…   | 古家和尚            | 今井和久 | 4.6%   |
| 第3話                                                                       | 2月19日 | つき合って下さい!! 45歳下と涙のデート!? 遊園地で大パニック | 古家和尚            | 小松隆志 | 6.9%   |
| 第4話                                                                       | 2月26日 | 45歳下と初キス!! 彼の家に婚約者が!?                        | 古家和尚            | 小松隆志 | 5.8%   |
| 第5話                                                                       | 3月04日 | さよなら! 余命わずかの初カレ…!!最後のスキー旅行            | 古家和尚            | 宮岡太郎 | 6.0%   |
| 第6話                                                                       | 3月11日 | 本当は…65歳です! 涙の告白!!                                | 嶋田うれ葉 古家和尚 | 小松隆志 | 5.9%   |
| 第7話                                                                       | 3月18日 | 最終章! プロポーズは突然に!! 合コンで…年下カレと復活愛!?   | 古家和尚            | 今井和久 | 8.0%   |
| 最終話                                                                      | 3月25日 | 最終回! 涙の結末!! 駆け落ちで…大惨事!? ウエディングの奇跡  | 古家和尚 嶋田うれ葉 | 小松隆志 | 6.6%   |
| 平均視聴率 6.5%（視聴率はビデオリサーチ調べ、関東地区・世帯・リアルタイム） |         |                                                            |                     |          |        |